# Praomys daltoni
Praomys daltoni är en däggdjursart som först beskrevs av Thomas 1892.  Praomys daltoni ingår i släktet afrikanska mjukpälsråttor och familjen råttdjur. Inga underarter finns listade i Catalogue of Life.
Artepitet i det vetenskapliga namnet hedrar J. T. Dalton som var personen som hittade det första exemplaret som blev känt för vetenskapen (holotyp).
Denna gnagare förekommer i västra och centrala Afrika i Sahelzonen. Utbredningsområdet sträcker sig från Senegal till Sydsudan. Habitatet utgörs av savanner med gräs och trädansamlingar. Arten lever även i delvis klippiga områden med järnsten. Den kan anpassa sig till människan och hittas ibland i byggnader.